# Bing Mobile
Bing for mobile（原名為 Live Search Mobile）是一款适用于移动设备的搜索工具。它是为移动设备而设计的。Bing Mobile作为专有软件内置于Windows Mobile和Windows Phone中，通过Windows Phone 7和Windows Phone 8设备上的搜索键访问。它也可以在Windows Phone 8.1上使用，并在可用的地方与微软集成，还可以下载到其他平台，包括和Android。